# Myrcianthes myrsinoides
Myrcianthes myrsinoides är en myrtenväxtart som först beskrevs av Carl Sigismund Kunth, och fick sitt nu gällande namn av Grifo. Myrcianthes myrsinoides ingår i släktet Myrcianthes och familjen myrtenväxter. Inga underarter finns listade i Catalogue of Life.